# Walking the Dog
| Recensione | Giudizio |
| ---------- | -------- |
| AllMusic   |          |

Walking the Dog è l'album di debutto del cantante di Rhythm and blues statunitense Rufus Thomas, pubblicato dalla Stax Records nel novembre del 1963.

## Tracce

### LP
(1963, Stax Records, 704)
Lato A
1. The Dog – 2:33 (Rufus Thomas) – Registrato il 21 ottobre 1962 a Memphis, Tennessee
2. Mashed Potatoes – 2:16 (Dessie Rozier) – Registrato il 9 ottobre 1963 a Memphis, Tennessee
3. Ooh-Poo-Pah-Doo – 2:30 (Jessie Hill) – Registrato il 9 ottobre 1963 a Memphis, Tennessee
4. You Said – 2:30 (Rufus Thomas) – Registrato (circa) nel settembre 1963 a Memphis, Tennessee
5. Boom Boom – 2:42 (John Lee Hooker) – Registrato il 9 ottobre 1963 a Memphis, Tennessee
6. It's Aw'rite – 2:45 (Rufus Thomas) – Registrato il 9 ottobre 1963 a Memphis, Tennessee

Durata totale: 15:16
Lato B
1. Walking the Dog – 2:30 (Rufus Thomas) – Registrato il 21 agosto 1963 a Memphis, Tennessee
2. Ya Ya – 2:10 (Lee Dorsey, Bobby Robinson) – Registrato il 9 ottobre 1963 a Memphis, Tennessee
3. Land of 1,000 Dances – 2:32 (Chris Kenner) – Registrato il 9 ottobre 1963 a Memphis, Tennessee
4. Can Your Monkey Do the Dog – 1:53 (Steve Cropper, Rufus Thomas) – Registrato il 9 ottobre 1963 a Memphis, Tennessee
5. Cause I Love You – 2:45 (Rufus Thomas) – Registrato, circa, agosto 1960 a Memphis, Tennessee
6. I Want to Be Loved – 2:32 (Rufus Thomas) – Registrato il 9 ottobre 1963 a Memphis, Tennessee

Durata totale: 14:22

## Formazione
- Rufus Thomas – voce solista
- Carla Thomas – voce (B5)
- Robert Tally – pianoforte (B5)
- Howard Grimes – batteria (B5)
- altri musicisti non accreditati (B5)
- Booker T. Jones – organo (A1)
- Steve Cropper – chitarra (A1)
- Lewis Steinberg – basso (A1)
- Al Jackson – batteria (A1)
- Sconosciuto – tromba (A1)
- Sconosciuto – trombone (A1)
- Sconosciuto – sassofono baritono (A1)
- altri musicisti non accreditati (in tutti gli altri brani)[1]

### Produzione
- Jim Stewart – produzione e supervisione
- Loring Eutemey – design copertina album originale
- Bob Altshuler – note retrocopertina album originale[4]

## Classifica
Album
| Anno | Classifica    | Posizione raggiunta |
| ---- | ------------- | ------------------- |
| 1964 | Billboard 200 | 138                 |

## Classifica singoli
Singoli
| Anno | Titolo del brano           | Classifica | Posizione raggiunta |
| ---- | -------------------------- | ---------- | ------------------- |
| 1963 | Walking the Dog            | Hot 100    | 10                  |
| 1963 | The Dog                    | Hot 100    | 87                  |
| 1964 | Can Your Monkey Do the Dog | Hot 100    | 48                  |